# 42-graphe de Grinberg
Le 42-graphe de Grinberg est, en théorie des graphes, un graphe 3-régulier possédant 42 sommets et 63 arêtes.

## Propriétés

### Propriétés générales
Le diamètre du 42-graphe de Grinberg, l'excentricité maximale de ses sommets, est 7, son rayon, l'excentricité minimale de ses sommets, est 6 et sa maille, la longueur de son plus court cycle, est 4. Il s'agit d'un graphe 3-sommet-connexe et d'un graphe 3-arête-connexe, c'est-à-dire qu'il est connexe et que pour le rendre déconnecté il faut le priver au minimum de 3 sommets ou de 3 arêtes.
Le 42-graphe de Grinberg peut être construit à partir du 44-graphe de Grinberg en supprimant une certaine arête ainsi que ses deux extrémités.

### Coloration
Le nombre chromatique du 42-graphe de Grinberg est 3. C'est-à-dire qu'il est possible de le colorer avec 3 couleurs de telle façon que deux sommets reliés par une arête soient toujours de couleurs différentes mais ce nombre est minimal. Il n'existe pas de 2-coloration valide du graphe.
L'indice chromatique du 42-graphe de Grinberg est 3. Il existe donc une 3-coloration des arêtes du graphe telles que deux arêtes incidentes à un même sommet soient toujours de couleurs différentes. Ce nombre est minimal.

### Propriétés algébriques
Le groupe d'automorphismes du 42-graphe de Grinberg est un groupe abélien d'ordre 4 isomorphe à Z/2Z×Z/2Z, le groupe de Klein.
Le polynôme caractéristique de la matrice d'adjacence du 42-graphe de Grinberg est : {\displaystyle (x-3)(x-1)^{3}(x^{2}+2x-1)^{2}(x^{8}+x^{7}-12x^{6}-12x^{5}+42x^{4}+37x^{3}-43x^{2}-26x+1)(x^{8}+3x^{7}-6x^{6}-20x^{5}+8x^{4}+31x^{3}-5x^{2}-6x+1)(x^{9}-13x^{7}-2x^{6}+54x^{5}+9x^{4}-80x^{3}-5x^{2}+29x-3)(x^{9}-2x^{8}-13x^{7}+24x^{6}+56x^{5}-95x^{4}-80x^{3}+125x^{2}+x-3)}.